# It Might Get Loud
It Might Get Loud é um documentário norte-americano de 2008 dirigido por Davis Guggenheim, que mostra o profundo envolvimento de três emblemáticos músicos de diferentes gerações e estilos com a guitarra. Jack White (The White Stripes, The Racounters, Dead Weather), Jimmy Page (Led Zeppelin) e The Edge (U2) falam do início de suas carreiras, influências musicais e equipamentos, além de tocarem sucessos de seus respectivos trabalhos. Inusitadas imagens de arquivo, como as que mostram o então ainda adolescente James Patrick Page tocando na TV britânica, enriquecem o documentário, tornando-o um prato cheio para admiradores de rock, e em especial, de guitarra.

## Enredo
O filme documenta a reprodução e gravação de variados estilos dos guitarristas Jimmy Page, The Edge e Jack White.
A história de Page com a guitarra remonta à sua infância, quando ele tocava em uma banda de skiffle. Após desejar fazer mais do que tocar música pop, Page "se aposenta" de tocar guitarra para frequentar a escola de arte. Mais tarde, ele revive sua carreira musical como guitarrista de sessão, apenas para ser desencorajado pela percepção de que ele está tocando música dos outros e sufocar a sua própria criatividade. Nesse ponto, ele começa a escrever e realizar nas bandas The Yardbirds e Led Zeppelin. Ele discute o skiffle e blues que o influenciou na época. Em muitas de suas cenas, é visto visitando Headley Grange, onde foram gravadas várias músicas de Led Zeppelin IV, e em uma cena, explica como o som de bateria distintivo de "When the Levee Breaks" foi alcançado a partir da acústica da mansão de onde foi gravado.
A história de The Edge com a guitarra remonta à construção de uma guitarra com seu irmão Dik e aprendendo a tocá-la. No filme, ele visita a Mount Temple Comprehensive School e recorda a formação do U2 em sua infância. Também demonstra sua técnica de apresentação, na forma como elimina determinadas sequências de acordes, bem como seu uso de eco e delay para "preencher as notas que não estão lá." Ele também discute a compra de sua guitarra assinatura, a Gibson Explorer, em Nova Iorque e a música punk que o influenciou. Em outras cenas, ele toca fitas demo iniciais de "Where the Streets Have No Name", fala sobre sua inspiração para "Sunday Bloody Sunday", e passa o tempo a experimentar os efeitos de guitarra para os riffs de "Get on Your Boots".
Jack White traça seu fundo musical à infância em um bairro degradado de Detroit. Vivendo com dois jogos de baterias e uma guitarra ocupando seu quarto e dormindo em um pedaço de espuma, a remover sua cama por mais espaço para a sua música, White se esforçou para encontrar uma identidade musical, como era "chato" para tocar um instrumento e todos os seus nove irmãos compartilhavam uma propensão musical. Seu forte interesse em blues e música folclórica se opuseram ao hip hop e house music populares no bairro sul de Detroit, predominantemente latino na época. White finalmente encontrou um emprego em uma banda de rock de garagem chamada The Upholsterers enquanto trabalhava como tapeceiro, que abre o caminho para o seu futuro nas bandas The White Stripes e The Raconteurs. A filosofia de White é limitar e desafiar a si mesmo de várias maneiras para forçar abordagens criativas para gravar e reproduzir.
A pedra angular do filme é uma reunião dos três guitarristas apelidados de "The Summit". Nestas cenas, os três músicos não só conversam sobre suas influências e técnicas, mas também tocam músicas uns com os outros, mostrando como tocar "I Will Follow", "Dead Leaves and the Dirty Ground" e "In My Time of Dying". O filme termina com os homens tocando uma versão cover de improviso do The Band, "The Weight" em guitarras acústicas.

## Recepção

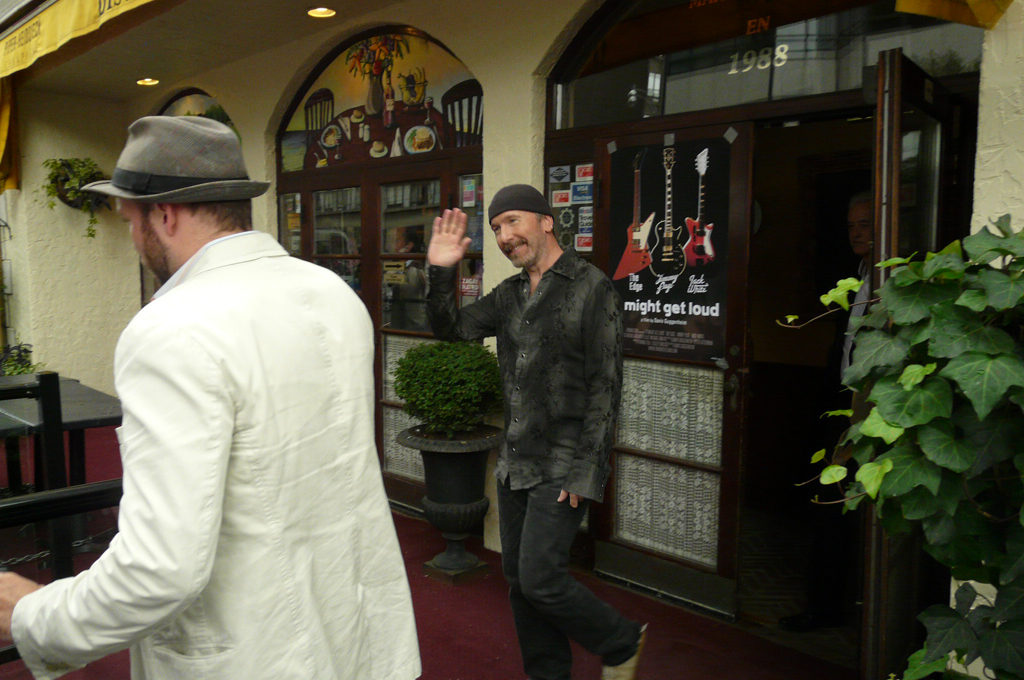
U2 Guitarist Edge and Rock God Jimmy Page leave a Bay St. Bistro on route to their Tiff '08 Press Conference for It Might Get Loud

O filme estreou no Festival Internacional de Cinema de Toronto de 2008, e apareceu tanto no Festival Sundance de Cinema e o 59º Festival Internacional de Berlim em 2009. O filme recebeu críticas geralmente favoráveis, obtendo uma pontuação média na revisão crítica do Metacritic de 70%, e atualmente ocupa uma porcentagem de certificação fresca de 80% no Rotten Tomatoes, com um consenso de: "Uma homenagem carinhosa ao instrumento mais característico do rock, It Might Get Loud é perspicaz e musicalmente satisfatório." De acordo com Phil Alexander, que deu ao filme uma revisão de quatro estrelas na revista Mojo, "It Might Get Loud é, sem dúvida, tanto um espetáculo triunfante e verdadeiramente envolvente de 90 minutos que fornecem ao espectador uma visão única e entretenimento em igual medida." Barney Hoskyns de Uncut deu quatro estrelas e chamou-lhe de um "filme de envolvente".

## Bilheteria
It Might Get Loud estreou na 37ª posição (exibido em 7 salas com uma média de 13,240 dólares) e levou uma renda bruta de 92.679 dólares no fim de semana de abertura. A receita bruta doméstica final foi 1.610.163 dólares, enquanto a renda bruta estrangeira foi bem menor com 197.343 dólares em um lucro bruto mundial de US$ 1.807.506.